# Філософія історії
Філосо́фія істо́рії — розділ філософії, що займається проблемами сенсу історії, її закономірностями, основними напрямками розвитку людства та історичним пізнанням. Філософія історії покликана відповісти на питання про те, що є історія.
З одного боку, філософія історії є незаперечною і повноправною складовою частиною системи філософського знання, з іншого — на вагомих підставах входить до числа форм історичного пізнання і є, у певному розумінні, найпохилішою з усіх теоретичних дисциплін історичного плану.
Зміст, структура і функції філософії історії істотно модифікувалася на різних етапах її розвитку. Лише з руйнуванням міфологічного світогляду, суб'єктом і носієм філософських уявлень про історію стає вже не тільки і не стільки народ в цілому, а й окрема особа. Звичайно, останньою обставиною зумовлено те, що рух історичного часу тлумачиться неоднозначно; або як вічне повернення або як висхідна лінія поступальних суспільних змін, або ж, навпаки, як низхідна лінія змін регресивних. Відповідно до цього ще в стародавньому суспільстві формуються три найважливіші напрями лінійної філософії історії: прогресистський, регресистський, циклічний.
Предмет філософії історії можна поділити на дві основні сфери. Перша сфера — онтологія історії вивчає питання про рушійні сили, основні етапи історичного процесу, його сенс і мету, роль і місце людини в історії. Друга — гносеологія історії (критична філософія історії, аналітична філософія історії) вивчає умови, можливості, способи і форми історичного пізнання, відтворення історичного процесу таким, яким він відбувався насправді. Онтологія історії досягла найвищого розквіту у XIX — на початку XX ст., коли була запропонована ціла низка найрізноманітніших за підходами, але однакових за своєю глобальністю моделей «всесвітньої історії». Від 1930-х рр. завдяки працям Р. Арона, А. Данто, Ґ. Вайта фокус дослідницької уваги зсунувся в бік гносеологічної проблематики. Наслідком цього стало формулювання принципової неможливості встановлення об'єктивного перебігу історичного процесу, а лише його умовної, суб'єктивної реконструкції.
Філософію історії не слід плутати з історіографією, що вивчає історію як академічну дисципліну й у такий спосіб стосується методів і практик пізнання, а також їхнього розвитку протягом історичного розвитку.

## Українська історіософія
Історіософія українська є однією ж формою пам'яті про минуле, особливим різновидом філософсько-історичного знання. являє собою систематизовані суб'єктивно-спекулятивні погляди на самостійність і самобутність історії українського народу, його держави, культури і Церкви. Переважний спосіб історико-пізнавальної діяльності в українській культурі.
У ХІ XXI ст. здійснюється циклічне ідейне обернення української історіософії. Українська історіософія еволюціонує від постановки питання про відрубність української історії відносно всесвітньої історії людства до укладання все більш україноцентричних схем вітчизняної історії, але на сучасному етапі розвитку повертається до інтеграції таким чином створених схем до сучасних уявлень про мультукультурну історію світової цивілізації.
Водночас у теоретико-методологічному плані українська історіософія постійно коливається на відносно тому ж самому рівні — вже не історичної міфології, ще не філософії історії. Виразна тенденція до підвищення наукового рівня компенсується зростанням рівня спекулятивності та суб'єктивності розроблюваних нею концепцій української історії.

### Основні системні ознаки української історіософії

#### Написання самостійної історії України
Українська історіософія має своїм об'єктом написання відрубної, самостійної історії України (предмет у конкретній історіософії може видозмінюватися, але в обмежених варіаціях — народ, держава, культура, Церква).

#### «Велика Історіософська Місія»
Майже будь-яка вітчизняна історіософія завжди вибудувана на певній «Великій Історіософській Місії» доленосного всесвітньо-історичного призначення України — від «новы мьхы, новы языкы!», завдяки яким «и законное езеро пръсъше, евангельськыи же источникъ наводнився и всю землю покрывъ», у термінах «християнської історіософії» митр. Іларіона, до «великого завдання» творити «живу синтезу» західної та східної культур, у термінах модерної історіософії І. Лисяка-Рудницького.
В ідейній площині вважалося, що реалізація «Великої Історіософської Місії» мусить призвести до зовнішнього визнання українства, його віднесення до числа «історичних народів». Іншими словами, допоможе надолужити нестачу сенсу та значущості українства, виниклу чи то через об'єктивну «викривленість» перебігу його історії, чи то через необ'єктивність ставлення до України звиклих до культурно-політичного домінування й цивілізаційного місіонерства європейців. У площині теоретичній, постійність присутності «Великої Історіософської Місії» слугувала чи не найважливішим уявним показником універсальності та цілісності історії українського народу.
Реалізація «Великої Історіософської Місії» покликана скомпенсувати увесь історичний шлях України — від давнини до сьогодення, сповнений трагічних перипетій — повстань, війн, пожарищ, голоду, набігів, інтриг, сварок, підкопування, територіального роздерття між могутнішими сусідами, про який, за глузливим висловом В. Винниченка, треба «читати із бромом». У класичній українській історіософії весь цей хронічний історичний трагізм оформиться в зовнішні симптоми найстрашнішої хвороби України — її бездержавності, як похідне — «неісторичності».

#### Близькість до «психологічної Європи»
Усесвітньо-історичне покликання України є її об'єктивною ессенціальною ознакою, природною чи геополітичною «преференцією». Найчастіше, воно вважалося вкоріненим в антеїстичних, самокреативних властивостях української території, ментальній специфіці та надзвичайній духовній насназі української «душі». Наприклад, у романтичній і класичній історіософії XIX — початку XX ст. ішлося про вроджені «правдолюбство», демократичний індивідуалізм. У своїй сукупності, це знову-таки робило Україну та український народ ближчими до «психологічної Європи» (М. Хвильовий), аніж до «малоросійства» (Є. Маланюк).

#### Безперервність та спадкоємність
Українська історія є невід'ємною частиною всесвітньою історії, нерозривно простягнутої від Київської Русі (у сучасних версіях — від «протослов'ян, праслов'ян, давніх слов'ян» з ІІІ тисячоліття до н. е.). Звичайно, у кожну історико-культурну епоху ця думка була оформлена в адекватній тодішньому стану історичної свідомості та історичного пізнання спосіб. Навіть у наш час, спадкоємність між багатьма соціально-політичними, економічними й суспільними інститутами минулого й сучасного українського суспільства явно й неявно експлуатується на користь великого потенціалу й оптимістичних геополітичних перспектив незалежної Української держави. На жаль, проведений аналіз традиційних і сучасних синтетичних схем української історії та культури засвідчує — безумовна й беззастережна континуальність (безперервність) сконструйована в них значною мірою штучно.

#### Відсутність наукової строгості
Мотиви авторів історіософських концепцій завжди достатньо особисті й далекі від ідеалу класичної наукової об'єктивності. То може бути, скажімо, ситуація поета-пророка, як у Тараса Шевченка; гріховність життя, яку треба покутувати громадським служінням, як у М. Грушевського; або ідея сплати історичного боргу від імені цілої соціальної верстви, як у випадку з В. Липинським. Щоправда, дуже часто ці мотиви вкорінені в соціокультурних, історичних, суспільно-політичних потребах свого часу. Наприклад, речники української романтичної історіософії відчували в найширшому розумінні, «власну ущербність перед величчю минулого [рідного краю]», адже інший бік наріжної для їхнього світогляду системи двох лояльностей — «Велика Батьківщина» (Російська імперія) / "Мала Батьківщина (Малоросія-Україна) — давно перетворився для них на буденну сучасність, у якій вони посідали нижчі шаблі соціальної ієрархії.
Ця обставина, певною мірою пояснює повну відсутність зацікавлення історіософської думки України (за винятками окремих суто академічних історіософій) гносеологічною проблематикою. Точніше кажучи, в українській філософській культурі склалася пізнавальна ситуація, дуже схожа зі станом справ у сусідній російській філософській культурі «срібного» та «золотого віків». Конкретні історіософські вчення критикувалися не стільки за спосіб їх побудови, скільки за основні ідеї та висновки. Їм протиставлялися не аргументи в дусі критичної (аналітичної) філософії історії, а інша історіософська концепція.

#### Протестність
Позначена підсвідомо прихованими ідеями великого історичного призначення українського народу, українська історіософія натомість майже завжди свідомо протиставлялася «меншовартістним» підходам до його історії (як правило, з позиції історичного домінування сусідніх народів — найчастіше, поляків і росіян).
Як точно зазначила О. Забужко щодо модерної української історіософії на діаспорі, гносеологічний аспект тут («Хто ми?») завжди був зміщений в площину аксіологічну («Чим ми гірші за інших?»).
Словом, спостерігаємо достатньо парадоксальну ситуацію «протестності, але не рефлективності», зміщення пізнавального фокусу із самоусвідомлення внутрішніх підстав на сублімацію особистісних і загальнокультурних комплексів через упереджену критику зовнішніх поглядів на світову та українську історію та створення ним україноцентристських альтернатив.

#### Поліморфність
Українська історіософія є поліморфним феноменом, який виявляє себе в різноманітті світських/релігійних, академічних/художніх форм, історико-культурних типів і особистістних видів.
У переважній більшості історико-культурних періодів вона репрезентувала себе в декількох відгалуженнях, часто контрарних за формою і за змістом, одночасно континуїтивних і дисконтинуїтивних відносно попередніх «гілок» (православно-релігійна, князівсько-династична, козацько-старшинська альтернативи щодо соціо-конфесіо-етнополітичній самоідентифікації України через «Русь» у ренесансно-ранньобароковій історіософії, «великоросійський» і «малоросійській» напрями козацько-старшинського літописання тощо).
Еволюція української історіософії забезпечувала акумуляцію національно-культурної пам'яті, розширення її просторово-часових обріїв, а також усталеність трансльованих нею уявлень як «ядрища» самосвідомості її носіїв — аж до утворення впродовж XIX-ХХ ст. модерного меморіального простору, одночасно континуїтивного та дисконтинуїтивного щодо попередньої меморіальної традиції. Натомість національно-культурна пам'ять виконала навідну функцію, вирішальним чином вплинула на формування історіософського «україноцентризму», суб'єктивізму й еклектизму, а також засадничих топосів для історіософського переоформлення.